# Habrovany (powiat Uście nad Łabą)
Habrovany – gmina w Czechach, w powiecie Uście nad Łabą, w kraju usteckim. Według danych z dnia 1 stycznia 2014 liczyła 216 mieszkańców.